# Município de Hambden (condado de Geauga, Ohio)
O município de Hambden (em inglês: Hambden Township) é um município localizado no condado de Geauga no estado estadounidense de Ohio. No ano de 2010 tinha uma população de 4 661 habitantes e uma densidade populacional de 80,05 pessoas por km².

## Geografia
O município de Hambden encontra-se localizado nas coordenadas 41° 37′ 38″ N, 81° 09′ 20″ O. Segundo a Departamento do Censo dos Estados Unidos, o município tem uma superfície total de 58.23 km², da qual 57,66 km² correspondem a terra firme e (0,97 %) 0,57 km² é água.

## Demografia
Segundo o censo de 2010, tinha 4 661 pessoas residindo no município de Hambden. A densidade populacional era de 80,05 hab./km².